# Eysarcoris venustissimus
Eysarcoris venustissimus es una especie de chinche perteneciente a la familia Pentatomidae, subfamilia Pentatominae.
Tiene una mancha triangular broncínea-morada en la base del escutelo.
Sus ninfas se alimentan de Stachys sylvatica y diversas especies de lamiáceas.
Su área de distribución abarca la mayoría de Europa.